# Liss Olof Larsson

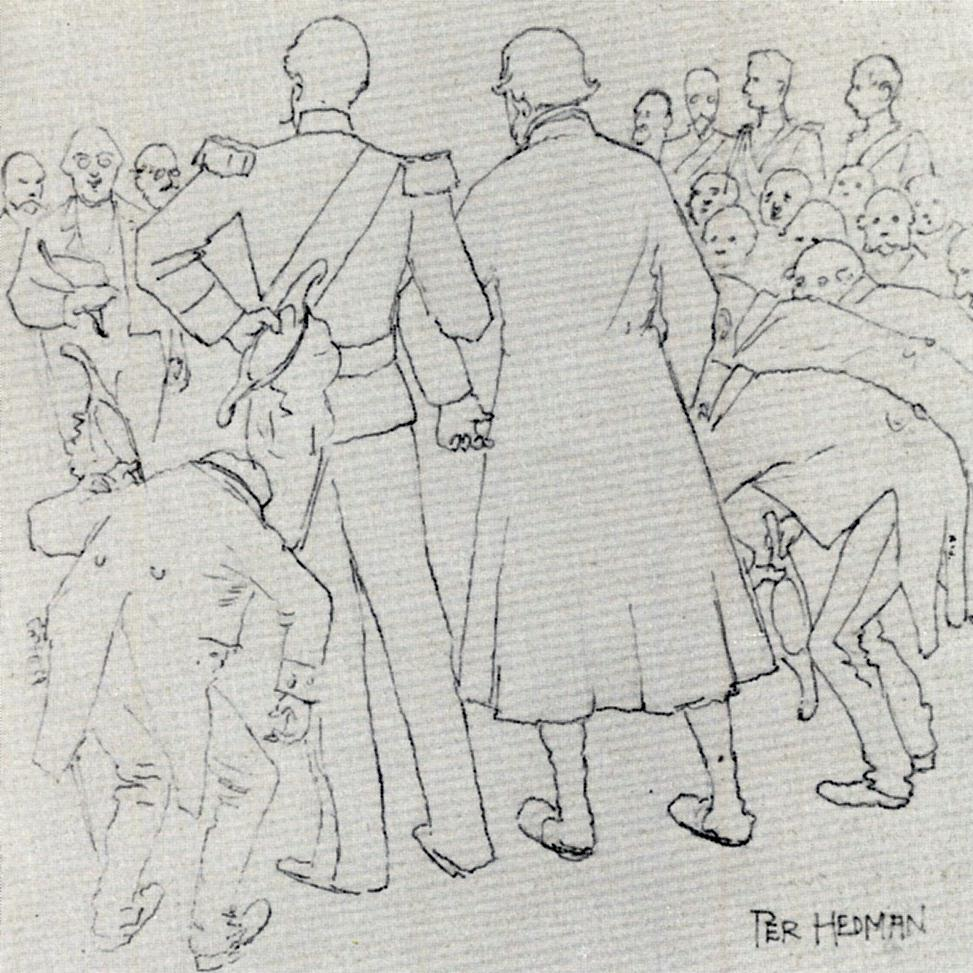
Oscar II och Liss Olof Larsson

Liss Olof Larsson, född 17 januari 1838 i Leksand, död 12 september 1896 i Leksand, var en svensk bonde och politiker. Han var ledamot av andra kammaren 1867–1890 och ledamot av första kammaren 1891–1896.

## Biografi
Liss Olof Larsson kom från Liss Ollas gården, belägen i byn Västannor i Leksands socken. Fadern, Liss Lars Olsson, hade varit riksdagsman i bondeståndet. 
Redan 16 år gammal anställdes han som skiftesförrättare vid storskiftet i Dalarna, valdes 1865 till landstingsman och från 1867 var han ledamot av andra kammaren på sin fars plats och anslöt sig till Lantmannapartiet. Oförskräckt och självsäker, slagfärdig kunnig och klipsk vann han snabbt en bemärkt ställning i riksdagen. Redan vid 1871 års riksdag blev han ordinarie ledamot av Statsutskottet. 1873 erhöll han det första av sina många kommittéuppdrag, och 1874 blev han riksbanksfullmäktig. Han var ledamot av Statsutskottet 1871–87 och 1888–90, av särskilda försvarsutskottet 1883 vice talman i riksdagen 1885–87 och 1889–90 samt ledamot bland annat av lantförsvarskommittén 1880–92, av kommittén angågen byggnadsplatser för nytt riksdaghus och ny riksbank 1883–84, av pensionskommittén 1889–94, bankofullmäktig 1874–90 samt 1892.
Han var känd för att ständigt bära sin Leksandsdräkt, även sedan allt fler i hemtrakterna börjat lägga av den.
Inom andra kammaren och Lantmannapartiet bibehöll Liss Olof en mycket inflytelserik ställning. Till en början tämligen radikal av den gamla bondeståndstypen, blev Liss Olof med åren alltmer konservativ, dock med vissa tvära omkastningar och återfall. Hans försök att stå väl inom motsatta läger, till exempel både hos Oscar II och dennes motståndare inom norska vänstern slog inte alltid helt lyckligt ut. 
Någon konsekvent linje i hans politik är svår att hitta. Vid 1878 års riksdag medverkade han kraftigt i Lantmannapartiets auktion för försvars- och grundskattefrågorna. I lantförsvarskommittén verkade han däremot som en av ledarna för den inom Lantmannapartiet fronderande riktningen försökte han hindra dessas genomdrivande, samma sak vid 1883 års riksdag. Under tullstriden stod han på den protektionistiska sidan. Vid majriksdagen 1887 fick han stanna hemma, och hans tullpolitiska inställninggjorde att han inte återvaldes 1890. Han hade tidigare livligt medverkat till Lantmannapartiets sprängning 1888.
Liss Olof Larssons grav återfinns på Leksands kyrkogård, till vänster om kyrkogårdsgrinden.